# Oreolalax
Oreolalax is een geslacht van kikkers uit de familie Megophryidae. De groep werd voor het eerst wetenschappelijk beschreven door George Sprague Myers en Alan Edward Leviton in 1962.
Er zijn achttien soorten die leven in delen van Azië en allemaal voorkomen in China, behalve de soort Oreolalax sterlingae  die endemisch voorkomt in Vietnam

## Taxonomie
Geslacht Oreolalax
- Soort Oreolalax chuanbeiensis
- Soort Oreolalax granulosus
- Soort Oreolalax jingdongensis
- Soort Oreolalax liangbeiensis
- Soort Oreolalax lichuanensis
- Soort Oreolalax longmenmontis
- Soort Oreolalax major
- Soort Oreolalax multipunctatus
- Soort Oreolalax nanjiangensis
- Soort Oreolalax omeimontis
- Soort Oreolalax pingii
- Soort Oreolalax popei
- Soort Oreolalax puxiongensis
- Soort Oreolalax rhodostigmatus
- Soort Oreolalax rugosus
- Soort Oreolalax schmidti
- Soort Oreolalax sterlingae
- Soort Oreolalax weigoldi
- Soort Oreolalax xiangchengensis

Leptobrachella · 
Leptobrachium · 
Oreolalax · 
Scutiger